# Impasse des Gendarmes
L'impasse des Gendarmes est une voie du quartier des Chantiers de Versailles, en France.

## Situation et accès
L'impasse des Gendarmes est une voie publique située dans le quartier des Chantiers de Versailles. Elle débute au 8, avenue de Paris, à l'endroit où débute également la rue des États-Généraux, et se termine en impasse, après deux virages à angle droit lui donnant une forme de Z inversé.

## Origine du nom
Elle tient son nom de l'hôtel des Gendarmes qui dans sa configuration d'origine bordait l'impasse des Gendarmes, avant d'être en partie détruit au début du 20e siècle pour construire le bâtiment des Postes qui désormais longe l'impasse.

## Historique
L'impasse des Gendarmes a été renommée impasse de la Maison-Commune entre 1793 et 1813.

## Bâtiments remarquables et lieux de mémoire
- Au n°4, la chapelle Notre-Dames-des-Armées, construite par les frères eudistes en 1878[1].
- Au n°6, Centre d'Action Sociale et Culturelle, inauguré en 2011, où se trouve notamment l'université inter-âges créée en 1978[2].
- Au n°8, ancienne résidence d'Horace Vernet (1789-1863), peintre qui a par ailleurs donné son nom à une des deux rues constituant l'actuelle rue de l'Abbé-Rousseaux[3].